# Држениці
Држениці (словац. Drženice) — село, громада округу Левіце, Нітранський край. Кадастрова площа громади — 12.87 км². Протікає Девічанський потік.
Населення 378 осіб (станом на 31 грудня 2018 року).

## Історія
Држениці згадується 1296 року.

## Населення
| Рік:            | 1994. | 2004.   | 2014.   | 2024.   |
| --------------- | ----- | ------- | ------- | ------- |
| Кількість осіб: | 431   | 417     | 380     | 389     |
| Різниця:        |       | -3,24 % | -8,87 % | +2,36 % |

| Рік:            | 2023. | 2024.   |
| --------------- | ----- | ------- |
| Кількість осіб: | 386   | 389     |
| Різниця:        |       | +0,77 % |